# Роман Горбик
Роман Горбик (швед. Roman Horbyk, (нар. 31 березня 1985, Київ) — український науковець, журналіст та письменник. Живе та працює в Стокгольмі, де з 2012 року є студентом Phd в Содерторнському університеті. Відомий тим, що вперше вжив соціолінгвістичний термін «мовна шизофренія» в українському контексті.
За роки своєї професійної діяльності змінив професії перекладача, експерта, піарника. Прозу, есеї, вірші та п'єси публікує з 2004 року.

## Життєпис
Роман Горбик народився в Києві у 1985 році. Закінчив київський ліцей «Наукова зміна» у 2002 році. Отримав ступінь бакалавра у 2006 році та магістра у 2008 році за спеціальністю «журналіст» у КНУ ім. Шевченка. Горбик отримав міжнародний ступінь магістра у 2012 році за спеціальністю «Журналізм та медіа у глобалізації: європейська перспектива» (англ. Master's degree in "Journalism and Media within Globalisation: a European Perspective"), отримавши спільний сертифікат від Університету Орхуса (Амстердам) та Університету Гамбурга (Німеччина) та взявши також окремі предмети в UC Berkeley.
Як журналіст працював у редакціях українських газет і телеканалів, друкував статті в данських, німецьких, бразильських, українських ЗМІ. Зокрема був дописувачем таких українських видань як Главком, Урбаніст, Історична правда, Лівий берег, Телекритика, Український тиждень, Фокус тощо.
Як Phd студент досліджує історію медій та політики. Горбик вільно володіє українською, англійською, німецькою та російською.
Один з співзасновників українського онлайн часопису про міську культуру та стиль життя «Урбаніст», заснованого у жовтні 2014 року у Стокгольмі (існував з 2014 по 2015 рік).

## П'єси та сценарії
Автор п'єси «Центр», за мотивами якої у 2017 році було знято український фільм «Припутні».

## Цікаві факти
- В 10 класі середньої школи Горбик переміг у Всеукраїнському конкурсі української мови.[11][3]